# In Your House 12: It's Time
In Your House 12: It's Time was een professioneel worstel-pay-per-view (PPV) evenement dat georganiseerd werd door de World Wrestling Federation (WWF, nu WWE). Het was de 12e editie van In Your House en vond plaats op 15 december 1996 in het West Palm Beach Auditorium in West Palm Beach, Florida.

## Matches
| Nr. | Match                                                                                       | Winnaar(s)                      | Opmerkingen                                                   | Bron  |
| --- | ------------------------------------------------------------------------------------------- | ------------------------------- | ------------------------------------------------------------- | ----- |
| 1F  | Rocky Maivia vs. Salvatore Sincere (met Jim Cornette)                                       | Rocky Maivia                    | Eén-op-één FFA match. Maivia won door diskwalificatie.        | [ 2 ] |
| 2   | Flash Funk vs. Leif Cassidy                                                                 | Flash Funk                      | Eén-op-één match.                                             | [ 2 ] |
| 3   | Owen Hart & The British Bulldog (c) (met Clarence Mason) vs. Fake Diesel & Fake Razor Ramon | Owen Hart & The British Bulldog | Tag Team match voor het WWF Tag Team Championship.            | [ 2 ] |
| 4   | Marc Mero (met Sable) vs. Hunter Hearst Helmsley (c)                                        | Marc Mero                       | Eén-op-één match voor het WWF Intercontinental Championship.  | [ 2 ] |
| 5   | The Undertaker vs. The Executioner (met Paul Bearer)                                        | The Undertaker                  | Armageddon Rules match.                                       | [ 2 ] |
| 6   | Sycho Sid (c) vs. Bret Hart                                                                 | Sycho Sid                       | Eén-op-één match voor het WWF World Heavyweight Championship. | [ 2 ] |
| 7D  | Brakkus vs. Dr. X                                                                           | Brakkus                         | Eén-op-één dark match.                                        | [ 2 ] |
| 8D  | Stone Cold Steve Austin vs. Goldust (met Marlena)                                           | Stone Cold Steve Austin         | Eén-op-één dark match.                                        | [ 2 ] |
| 9D  | Shawn Michaels vs. Mankind (met Paul Bearer)                                                | Shawn Michaels                  | Eén-op-één dark match.                                        | [ 2 ] |